# Кузьниця-Тшцинська
Кузьниця-Тшцинська (пол. Kuźnica Trzcińska) — село в Польщі, у гміні Тшциниця Кемпінського повіту Великопольського воєводства.
Населення — 214 осіб (2011).
У 1975-1998 роках село належало до Каліського воєводства.

## Демографія
Демографічна структура станом на 31 березня 2011 року:
|          | Загалом | Допрацездатний вік | Працездатний вік | Постпрацездатний вік |
| -------- | ------- | ------------------ | ---------------- | -------------------- |
| Чоловіки | 109     | 24                 | 78               | 7                    |
| Жінки    | 105     | 18                 | 68               | 19                   |
| Разом    | 214     | 42                 | 146              | 26                   |